# ABCs of Death 2
ABCs of Death 2 (bra O ABC da Morte 2) é um filme neozelando-nipo-canado-israelo-estadunidense de 2012, do gênero comédia de terror, dirigido por Julian Barratt e outros.
Trata-se da sequência do filme homônimo, que foi lançado em 2012.